# Chullunquiani
Chullunquiani ist eine Ortschaft im Departamento La Paz im Hochland des südamerikanischen Andenstaates Bolivien.

## Lage im Nahraum
Chullunquiani ist der siebtgrößte Ort des Kanton Caluyo im Municipio Colquiri in der Provinz Inquisivi. Die Ortschaft liegt auf einer Höhe von 4172 m an einem rechten Nebenfluss des hier nach Norden fließenden Río Chusica Jahuira.

## Geographie
Chullunquiani liegt zwischen dem bolivianischen Altiplano im Westen und dem Amazonas-Tiefland im Osten. Die Region weist ein ausgeprägtes Tageszeitenklima auf, bei dem die mittleren Temperaturschwankungen im Tagesverlauf deutlicher ausfallen als im Jahresverlauf.
Die Jahresdurchschnittstemperatur der Region Chullunquiani liegt bei 7 °C (siehe Klimadiagramm Colquiri), die mittleren Monatswerte schwanken nur unwesentlich zwischen 3 °C im Juni und Juli und 9 °C von November bis Februar. Der Jahresniederschlag beträgt 500 mm, die Monatsniederschläge liegen zwischen unter 10 mm in der Trockenzeit von Mai bis August und 100 bis 120 mm im Januar und Februar.

## Verkehrsnetz
Chullunquiani liegt in einer Entfernung von 368 Straßenkilometern südöstlich von La Paz, der Hauptstadt des Departamentos.
Von La Paz aus führt die asphaltierte Nationalstraße Ruta 1 in südöstlicher Richtung 300 Kilometer über Patacamaya und Sica Sica nach Caracollo, und ab dort die Ruta 4 nach Osten weitere 30 Kilometer bis Lequepalca. Fünf Kilometer hinter Lequepalca zweigt an der Mündung des Río Janho Kkota bei Thola Pampa/Aranjuez eine unbefestigte Landstraße nach Norden ab und erreicht über Ancocota vorbei an Caluyo nach 32 Kilometern Chullunquiani.

## Bevölkerung
Die Einwohnerzahl der Ortschaft ist im vergangenen Jahrzehnt um etwa ein Zehntel angestiegen:
| Jahr | Einwohner         | Quelle       |
| ---- | ----------------- | ------------ |
| 1992 | keine Detaildaten | Volkszählung |
| 2001 | 115               | Volkszählung |
| 2012 | 129               | Volkszählung |
| 2024 |                   | Volkszählung |

Die Bevölkerung der Region gehört vor allem dem indigenen Volk der Aymara an, 82,9 Prozent der Einwohner des Municipio Colquiri sprechen Aymara.